# Bernhard Poelder
Bernhard Poelder, auch: Pölder (* 19. Juli 1889 in Gelsenkirchen; † 18. März 1959 in Hannover) war ein deutscher Gewerkschafter und Politiker (SPD).

## Leben
Poelder besuchte die Volksschule und arbeitete zunächst als Bürogehilfe. Nach der Fortbildung an einer privaten Handelsschule war bis 1919 als Schreiber und Lohnbuchhalter tätig. Von 1909 bis 1911 leistete er Militärdienst und ab 1915 nahm er als Soldat am Ersten Weltkrieg teil. Im Anschluss daran arbeitete er von April 1919 bis März 1920 als Hilfswerkmeister bei der Eisenbahn. Er orientierte sich gewerkschaftlich und war von April 1920 bis April 1921 Bezirks- und Hauptbetriebsrat für die Eisenbahnwerkstätten in Osnabrück. Danach wurde er als Gewerkschaftssekretär beim Deutschen Eisenbahner-Verband (DEV), dem späteren Einheitsverband der Eisenbahner Deutschlands (EdED), angestellt, von April 1921 bis August 1932 in Kirchweyhe und von September 1932 bis zu seiner Entlassung 1933 in Stendal.
Poelder war Mitglied der SPD und wurde 1933 zum Vorsitzenden der Stendaler Sozialdemokraten gewählt. Er war zudem von 1924 bis 1932 Gemeindeverordneter in Kirchweyhe, von 1925 bis 1932 Mitglied des Kreistages und seit 1926 Mitglied des Kreisausschusses des Landkreises Syke. Im Mai 1928 wurde er als Abgeordneter in den Preußischen Landtag gewählt, dem er bis 1932 angehörte. Im Parlament vertrat er den Wahlkreis 16 (Süd-Hannover).
Nach der Machtübernahme der Nationalsozialisten wurde Poelder als Gewerkschaftssekretär entlassen und im Mai 1933 in „Schutzhaft“ genommen. Nach Misshandlungen im Oktober 1933 durch Angehörige der SA musste er ab Mai 1934 krankheitsbedingt eine Angestelltenrente beziehen. Im weiteren Verlauf wurde er im Juni 1934 in Breslau und im August 1937 in Berlin jeweils für kurze Zeit inhaftiert.
Nach der Beendigung des Zweiten Weltkrieges wurde Poelder erneut politisch aktiv. Von Juli 1945 bis März 1946 war er Bürgermeister und danach bis zu seinem Eintritt in den Ruhestand im November 1947 Stadtdirektor in Syke. Im April 1948 zog er nach Hannover, wo er seine gewerkschaftliche Arbeit fortsetzte. Die beiden SA-Männer, die ihn 1933 misshandelt hatten, wurden 1949 zu je sieben Monaten Haft verurteilt.

## Ehrungen
- Die Poelderstraße in Weyhe und die Bernhard-Pölder-Straße in Syke tragen seinen Namen. 2013 wurde die Poelder-Gedenktafel im Bahnhof Kirchweyhe eingeweiht.[1]